# Palo (Huesca)
Pour les articles homonymes, voir Palo.
Palo est une municipalité de la comarque de Sobrarbe, dans la province de Huesca, dans la communauté autonome d'Aragon en Espagne.